# Schloss Wernberg

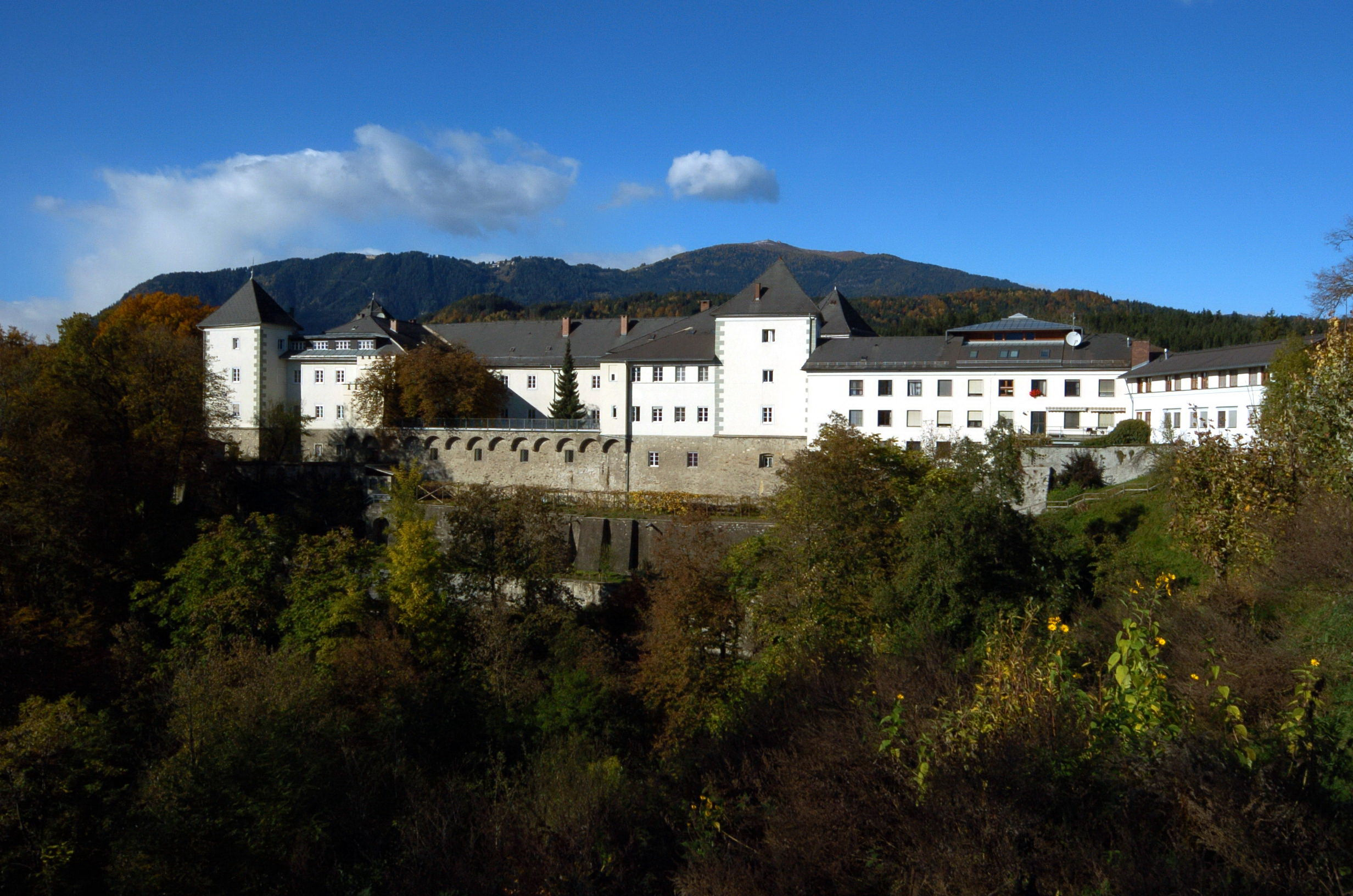
Schloss Wernberg von Süden

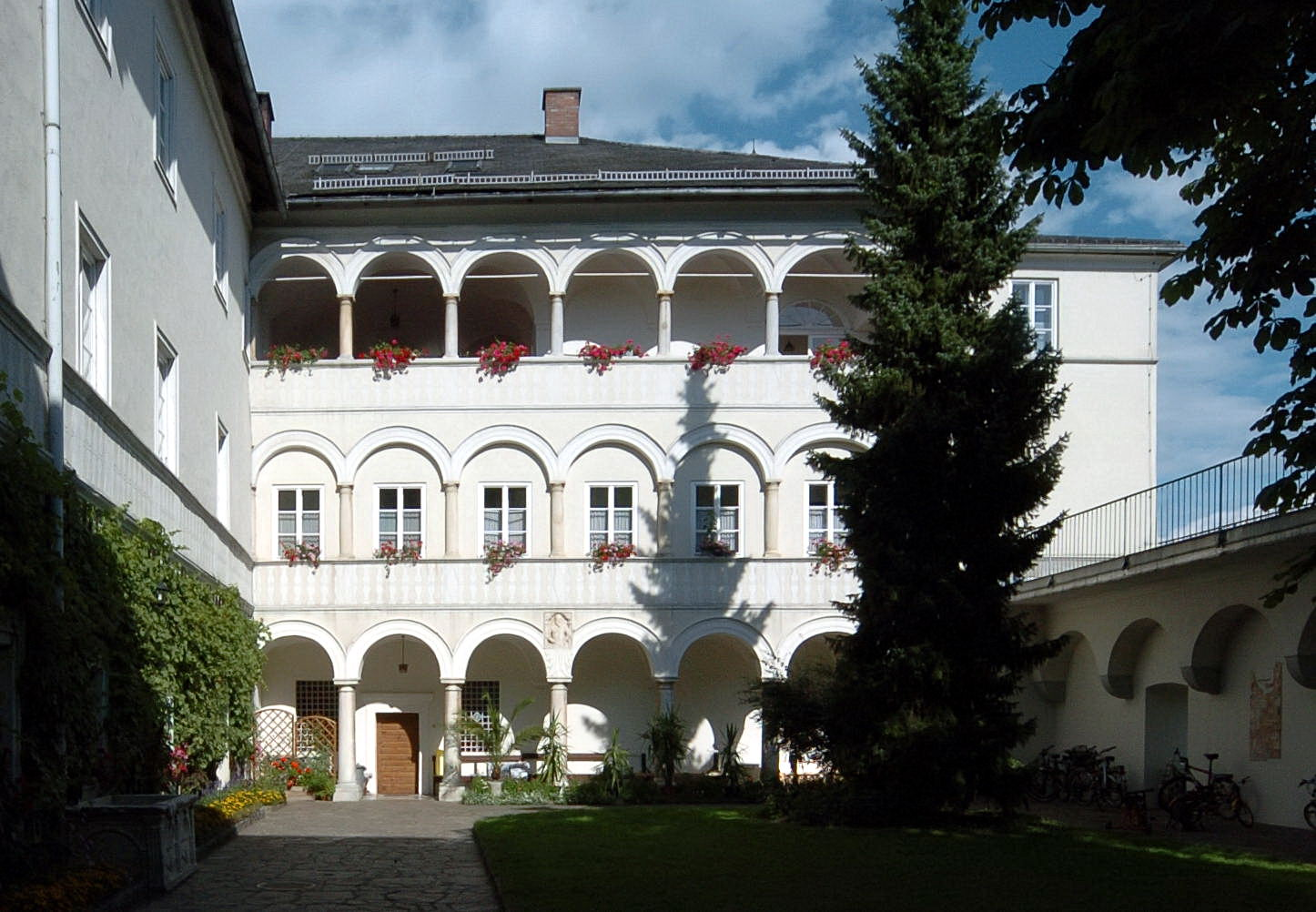
Schlosshof, Blick zum Osttrakt

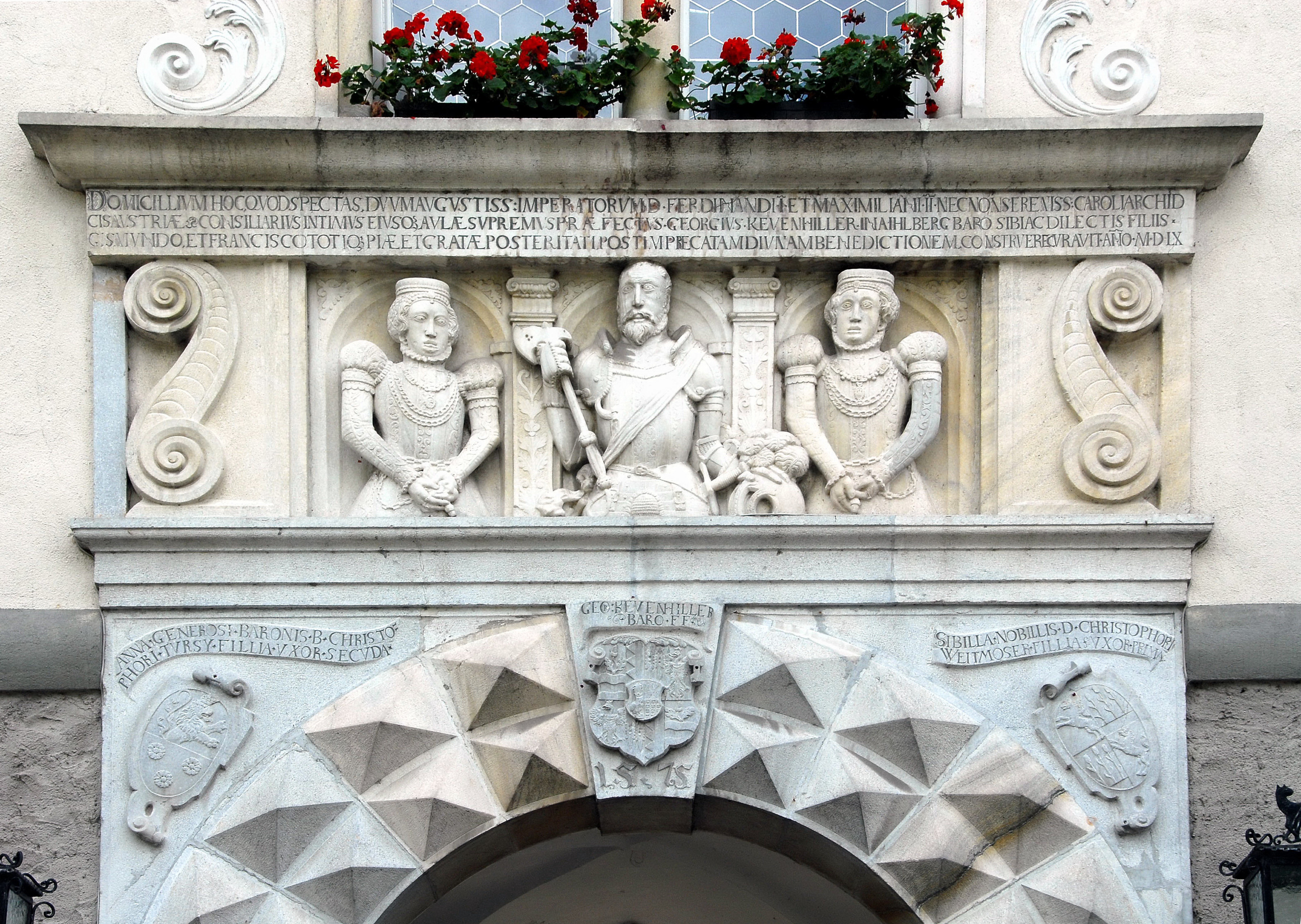
Supraporte des Nordportals mit Brustreliefs von Georg von Khevenhüller uns seinen zwei Ehefrauen

Schloss Wernberg ist ein in weiten Bereichen renaissancezeitliches Schloss, das auf einem Felsen über der Drauschleife östlich von Villach (Kärnten) steht. Es hatte im Lauf der Jahrhunderte zahlreiche Besitzer, darunter die Khevenhüller und das Stift Ossiach. Heute ist es ein Kloster der Missionsschwestern vom Kostbaren Blut.

## Gebäudebeschreibung

### Schloss
Das Schloss ist ein dreigeschoßiger Renaissancebau aus drei Trakten, die einen Hof mit zweistöckigen Laubengängen umgeben. Die Lauben sind heute teilweise vermauert. Nach Süden wird der Hof durch eine Brustmauer abgeschlossen. Diese wird außen von zwölf Bögen getragen, die auf Kragsteinen ruhen. Nach unten setzen sich weitere Stützmauern fort. An der Ostseite der Umfassungsmauer befindet sich ein Rundbogenportal. Dieses besitzt einen flachen Dreiecksgiebel. An den vier Ecken des Schlossbaues befindet sich je ein wuchtiger Turm, der über die Hauptfront hinausragt. Am Nordwestturm schließt sich nach Westen die Schlosskirche an.
Das mit 1575 bezeichnete Nordportal besitzt eine doppelte Einfassung aus Diamantquadern. Den Schlussstein bildet das Wappen von Georg Khevenhüller, dem Erbauer des Schlosses. Die Supraporte trägt die Brustreliefs von Georg Khevenhüller und seinen beiden Ehefrauen, Anna und Sibylla. Die Figuren sind vollplastisch ausgeführt und zeichnen sich durch eine starre Haltung aus, die Augen treten hervor, die Pupillen sind lochartig. Kleidungsmuster und Haartracht weisen einen stark dekorativen Zug auf. In den Torzwickeln sind die Wappen der zwei Frauen dargestellt. Ein gekuppeltes Renaissancefenster befindet sich direkt über dem Tor. Das Ostportal stammt aus dem Barock und ist mit 1755 bezeichnet. Es ist über eine doppelläufige Stiege zu betreten. An der Vorderwand der Stiege ist eine mit 1576 bezeichnete Inschriftentafel angebracht. Im Innenhof befindet sich ein Brunnentrog von etwa 1575. An der Westwand des Hofes befinden sich über den Türen Fresken, die Bibelsprüche in Kartuschen zeigen und aus dem 17. Jahrhundert stammen.
Der ursprüngliche Südosttrakt wurde 1963 abgebrochen und in den Jahren 1969–1971 durch einen schlichten Neubau ersetzt.
Zwölf Apostelköpfe befanden sich bis 1928 im Arkadenhof eingemauert und wurden dann verkauft. Sie stammen vom selben Künstler wie die Supraportenreliefs. Ein dazugehöriges Salvatorrelief ist verschollen.

### Schlosskirche

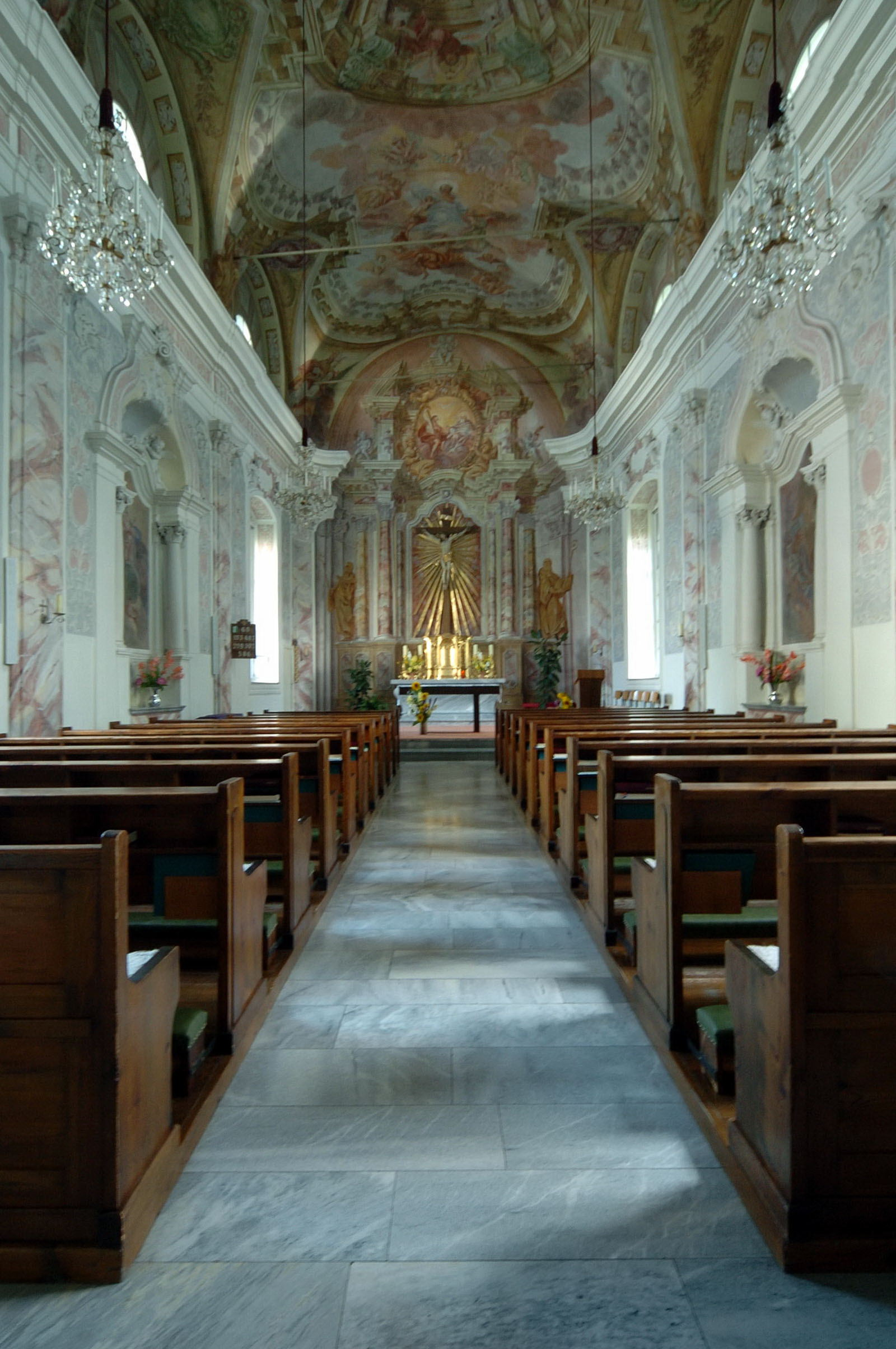
Das Innere der Schlosskirche mit Blick Richtung Hochaltar, dieser Illusionsmalerei von J.F. Fromiller

Die Schlosskirche führt heute das Patrozinium Zum kostbaren Blut, früher war sie der heiligen Katharina geweiht. Die Fassade ist mit Pilastern, Architektur- und Rankenstuck geschmückt. Über dem Eingang befindet sich die Darstellung des segnenden Christus, der mit 1575 bezeichnet ist. Die vierjochige Saalkirche ist durch stuckierte Pilaster gegliedert. Die Decke ist eine Flachtonne mit Stichkappen. Im Osten befindet sich eine doppelstöckige Empore. Der zweite Stock wurde erst 1964 eingezogen, die Unterdecke ist flach. Die Fenster sind rechteckig, über dem Gesims befinden sich Kreisfenster.
Das Innere ist mit Stuckaturen der Wessobrunner Schule verziert und mit Fresken des Kärntner Malers Josef Ferdinand Fromiller aus der Zeit um 1730/1740 ausgestaltet. In der Mitte der Decke ist in Illusionsmalerei eine Kuppel dargestellt. Westlich davon ist Mariä Himmelfahrt dargestellt, östlich drei Frauenfiguren. Der Hochaltar ist ebenfalls in Illusionsmalerei dargestellt, vor ihm steht in der Mitte ein geschnitztes Kruzifix von 1964. Die Wandmalerei der beiden Seitenaltäre stammt aus der zweiten Hälfte des 20. Jahrhunderts. Vor dem Hochaltar steht ein Altartisch mit barockem Tabernakel und Engel.
Fromiller hat die Wände mit gemalten Pilastern und Gebälkzonen ausgestaltet. Den Hochaltar hat er mit einem hohen, verkröpften Podestteil gemalt, darüber Marmorsäulen. Die Säulen trugen einst ein reales Tafelbild, die Glorie des heiligen Augustinus darstellend. Darüber befindet sich eine verkröpfte Gebälkzone. Über ihr gibt es einen Aufsatz mit Segmentgiebel, in dem sich ein – illusionistisch gemaltes – ovales Tafelbild mit der Dreifaltigkeit befindet. Der Hochaltar ist von zwei gemalten Statuen der Heiligen Benedikt und Scholastika flankiert. Sie sind wie die Figuren in der Klagenfurter Burgkapelle in Ockerbraun gehalten.
Die Deckenmalerei zeigt reichen Architekturillusionismus, der die Fläche strukturiert. Die Bilder zeigen ein zusammenhängendes inhaltliches Programm. In der untersten Ebene sind in den Zwickelflächen bzw. zwischen den Stichkappen die vier Kirchenväter dargestellt, in den Zwickeln in der Mitte die vier Evangelisten. Die acht Figuren sind buntfarbig und in bewegten Sitzposen dargestellt. Über ihnen beginnt die Architekturmalerei: eine Gesimszone und darüber eine Balustrade. Über die gesamte Deckenlänge erstreckt sich eine Himmelsdarstellung, die in drei Teile gegliedert ist. Vorne, über dem Hochaltar, ist die Himmelfahrt Mariä dargestellt, eine Nachahmung der Darstellung im Augsburger Dom durch Johann Georg Bergmüller. Maria schwebt auf einem Wolkenbausch, von drei Engeln getragen und von Putten umgeben. In der Mitte der Decke ist eine Kuppel mit Tambour dargestellt, in der Kuppel tragen gekuppelte Säulen eine Schalendecke mit Laterne. Aus der Kuppel kommend bewegt sich ein Engel, eine Krone haltend, nach unten. In Richtung Langhaus ist der Kuppelrand von Wolken des nächsten Teils der Himmelssphäre überlagert. In ihr sitzen drei Frauen, die eine lockere Dreieckskomposition bilden: die Heiligen Katharina und Margareta sowie die Allegorie des Glaubens (oder die heilige Barbara). Zwei Putten, die nach unten schweben und von denen einer über den Balustradenrand reicht, bilden die Verbindung zwischen illusionistischer und realer Welt dar.

## Geschichte

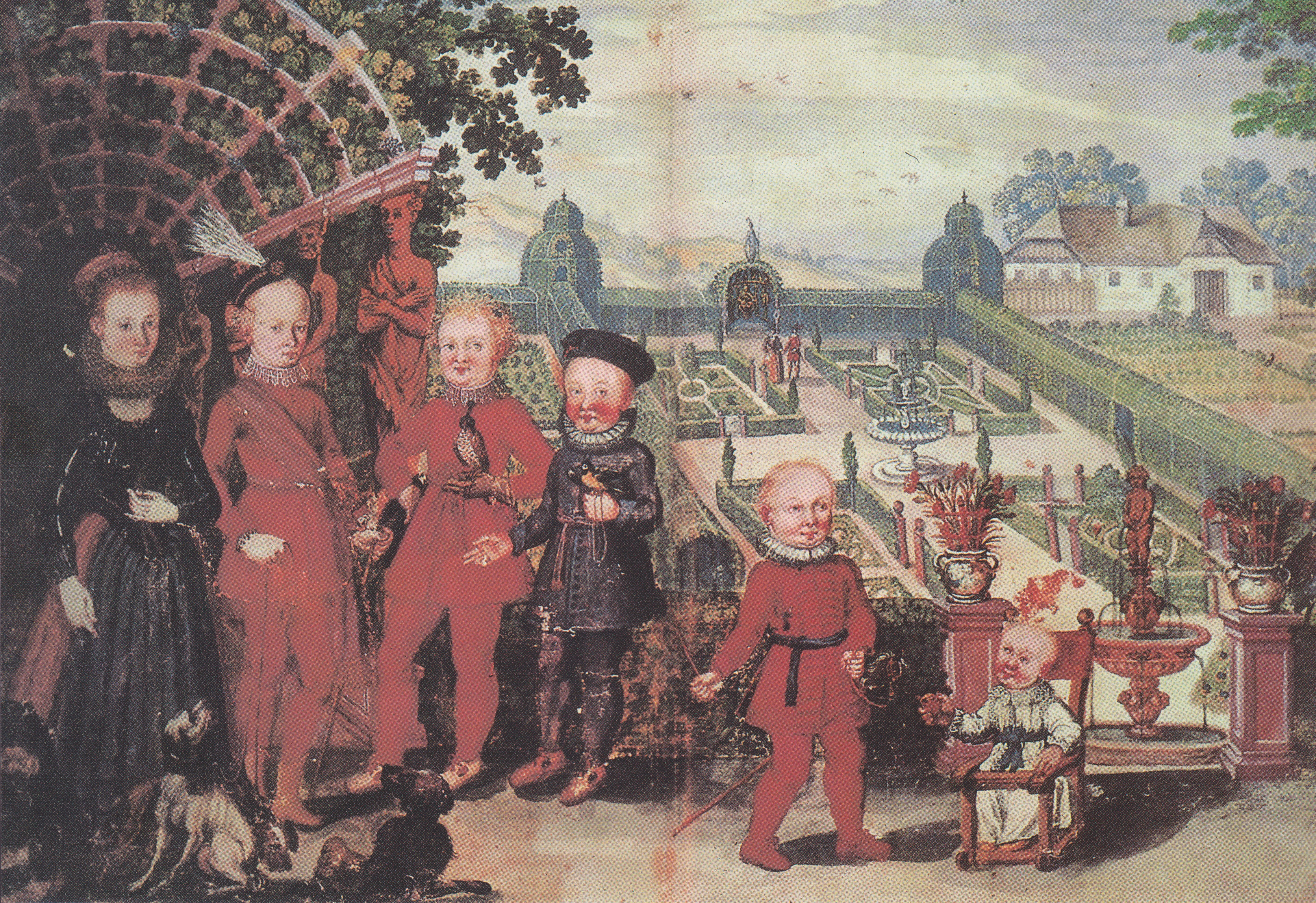
Der Schlossgarten von Wernberg in der Khevenhüllerchronik

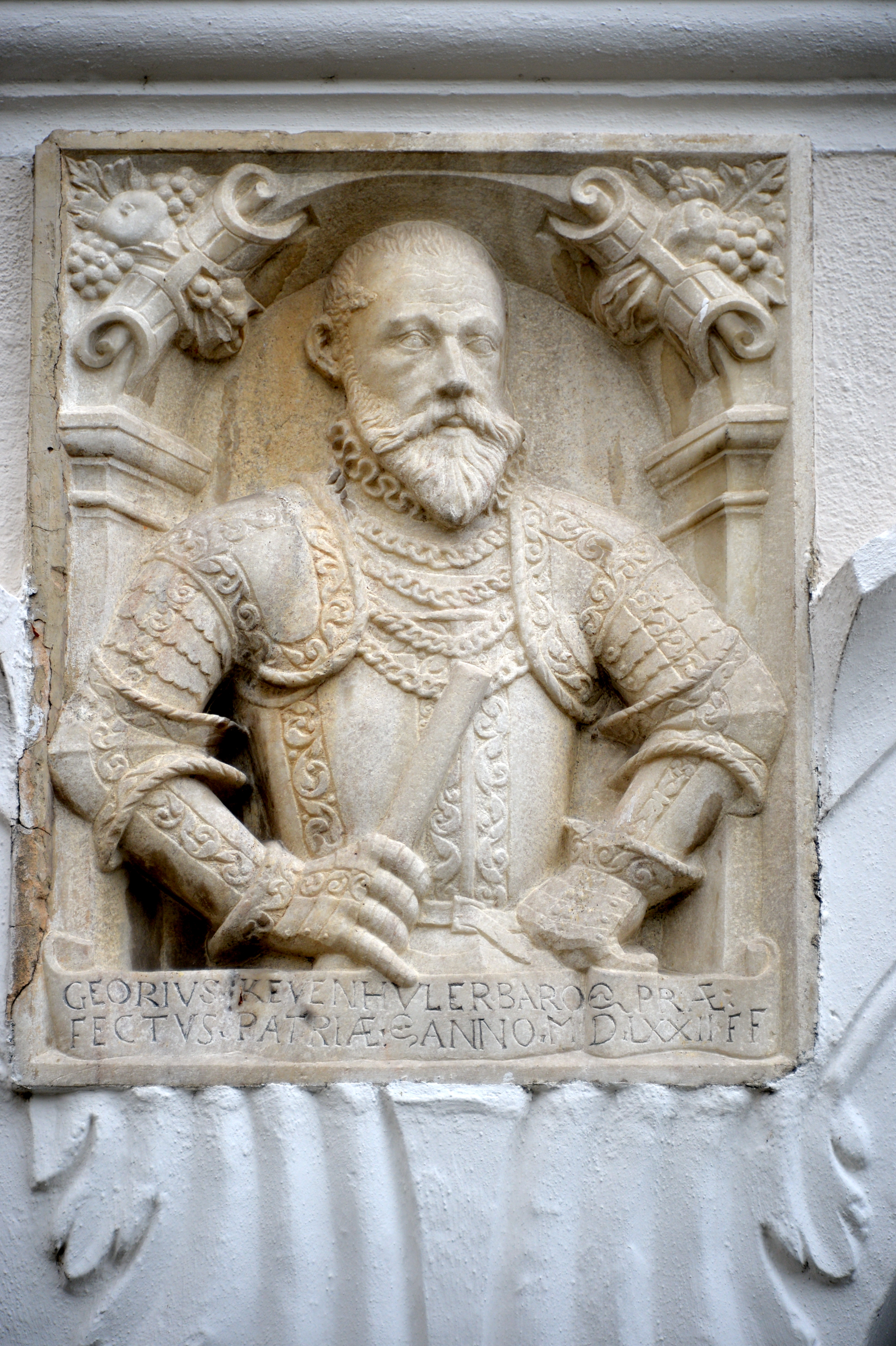
Relief des Schlosserbauers Georg Khevenhüller, 1572

Eine Burg Werdenberch ist seit dem Jahr 1227 urkundlich belegt. Diese erste Burg wurde unter Herzog Bernhard von Spanheim errichtet und war Teil des Versuchs Bernhards, die Vorherrschaft Bambergs (Villach) im Südhandel zu brechen. Die Burg kam später an die Habsburger, die sie an verschiedenste Burghüter verpfändeten. Herzog Friedrich der Ältere belehnte schließlich die Villacher Bürger Kreutzer mit der Burg und ihren Gütern. Über Erbschaft kam die Burg 1519 in den Besitz der Khevenhüller. Georg von Khevenhüller, Landeshauptmann von Kärnten, ließ Wernberg zu seinem Sommerschloss ausbauen.
Georg Khevenhüller ließ in einem Raum Bilder von sämtlichen Kärntner Landeshauptleuten ausstellen. Sie sind nicht erhalten geblieben. 1572 ließ er für Wernberg drei große Tapisserien anfertigen. Der seinem Großvater Augustin Khevenhüller gewidmete Teppich befindet sich heute im Germanischen Nationalmuseum in Nürnberg. Die seinem Vater Siegmund und ihm selbst gewidmeten Teppiche befanden sich eine Zeitlang in der Sammlung Hearst, sind aber seit 1943 verschollen.
Um 1600 wurde in Wernberg ein Schlossgarten angelegt, der nur als Abbildung in der Khevenhüller-Chronik erhalten ist. Er gilt als der aufwendigste der zahlreichen Khevenhüllerschen Schlossgärten und stand stilistisch an der Wende zum Barock. Er bestand aus Beeten, von beschnittenen Hecken umrahmt, aus Laubengängen aus Holzgittern, mit begrünten Pavillons, Figuren und Brunnen. Damit entsprach er dem aus Italien stammenden Schema eines Lustgarten.
Georgs Nachfolger Paul Khevenhüller verkaufte das Schloss und Herrschaft Wernberg 1630, als er im Zuge der Gegenreformation als Protestant auswandern musste. Käufer war Graf Wagensperg. Weil Paul Khevenhüller in schwedische Dienste eintrat, konfiszierte der Kaiser seine ehemaligen Güter, darunter auch Wernberg, belehnte jedoch den Grafen Wagensperg mit Schloss und Gut. In der Folgezeit wechselte das Schloss häufig seinen Besitzer.
Im Jahre 1672 erwarb Abt Christoph Caponig von Stift Ossiach das Schloss mitsamt Gütern und der Großteil des Ossiacher Konvents übersiedelte nach Wernberg. Unter Abt Edmund Ibelbacher (1682–1737) wurden mehrere Säle mit Stuckaturen und Fresken ausgestattet. Abt Virgil Gleissenberger (1725–1737) ließ die Kapelle erbauen, die unter Hermann Ludinger von 1737 bis 1753 ihre heutige Ausgestaltung mit Stuckaturen und Fresken erhielt. Mit Aufhebung des Stiftes Ossiach 1783 wurde Wernberg zum Verkauf freigegeben, die folgenden 150 Jahre waren durch ständige Besitzerwechsel geprägt. Die letzte private Besitzerin, bevor das Schloss in Besitz der Missionsschwestern ging, war Olga Grimmer v. Adelsbach.
Seit 1935 ist das Schloss im Besitz der Missionsschwestern vom Kostbaren Blut. Die Schwestern bewirtschaften das zum Schloss gehörige Gut und führen ein Restaurant, eine Fremdenpension, einen Kindergarten und ein Bildungshaus. Eine Hostienbäckerei wurde bis 2008 betrieben. In den Jahren 1962 bis 1964 wurde die profanierte Schlosskirche restauriert und wieder geweiht.

## Belege
1. 1 2 3 4 5 6 7 8  Dehio-Handbuch Kärnten. 3. Auflage, Anton Schroll, Wien 2001, ISBN 3-7031-0712-X, S. 1064–1066.
2. 1 2 3  Barbara Kienzl, Wilhelm Deuer: Renaissance in Kärnten. (Kunstgeschichte Kärntens) Verlag Carinthia, Klagenfurt 1996, ISBN 3-85378-438-0, S. 52f.
3. 1 2  Barbara Neubauer-Kienzl, Wilhelm Deuer, Eduard Mahlknecht: Barock in Kärnten. (Kunstgeschichte Kärntens) Verlag Carinthia, Klagenfurt 2000, ISBN 3-85378-489-5, S. 127–129.
4. 1 2 3 4 5  Ilse Spielvogel-Bodo: Der Ossiacher See zwischen gestern und heute. Geschichte, Kunst, Landeskunde. 2. Auflage, Kärntner Druck- und Verlagsgesellschaft, Klagenfurt 1998, ISBN 3-85391-149-8, S. 75–78.
5. ↑  Barbara Kienzl, Wilhelm Deuer: Renaissance in Kärnten. (Kunstgeschichte Kärntens) Verlag Carinthia, Klagenfurt 1996, ISBN 3-85378-438-0, S. 121.
6. ↑  Barbara Kienzl, Wilhelm Deuer: Renaissance in Kärnten. (Kunstgeschichte Kärntens) Verlag Carinthia, Klagenfurt 1996, ISBN 3-85378-438-0, S. 143f.
7. ↑  Barbara Kienzl, Wilhelm Deuer: Renaissance in Kärnten. (Kunstgeschichte Kärntens) Verlag Carinthia, Klagenfurt 1996, ISBN 3-85378-438-0, S. 66.
8. ↑  Homepage Kloster Wernberg, abgerufen am 20. Juli 2011.
9. ↑  Homepage Kloster Wernberg, abgerufen am 20. Juli 2011.
10. ↑  Nachricht ORF Kärnten vom 1. 10. 2008